# Desa Panyingkiran (administrativ by i Indonesien, lat -6,65, long 108,21)
Desa Panyingkiran är en administrativ by i Indonesien.   Den ligger i provinsen Jawa Barat, i den västra delen av landet, 160 km öster om huvudstaden Jakarta.